# Butko Kurjaković
Budislav IV. Kurjaković Krbavski, poznatiji kao Butko Kurjaković (? – ?, 1401.), hrvatski knez i hrvatsko-dalmatinski ban (1393. – 1394.) iz velikaške obitelji Kurjakovića Krbavskih, ogranka plemenitog roda Gusića.

## Životopis
Bio je sin kneza Budislava I. i kneginje Ane Kurjaković te brat Tome († 1401.), Nikole († nakon 1388.), Fredula, Karla († oko 1377.) i Grgura. Spominje se prvi put 1377. godine uz braću Tomu i Nikolu, a 1380. godine zabilježen je kao pristav banskog suda u Zadru, uz braću i rođake Tomu I., Pavla II. i Karla II.. Dvije godine kasnije, Butko se u svoje ime i ime svoje braće zakleo na vjernost kraljicama Elizabeti i Mariji, a tu zakletvu je potvrdio u svibnju 1387. godine kada je s pristašama kralja Žigmunda napao Ivana Paližnu, koji se utvrdio u ličkom Počitelju te je vjerojatno sudjelovao u opsadi Novigrada gdje je bila zarobljena kraljica Marija. Ona je nakon oslobođenja iz zatočeništva imenovala 4. lipnja 1387. godine Butka dvorskim županom.
Prema kronici Pavla Pavlovića, Butko je bio hrvatsko-dalmatinski ban 1393. – 1394. godine, što drugi izvori ne potvrđuju. U svibnju 1396. Butko i njegov nećak Pavao II. sudjelovali su s najuglednijim kraljevskim službenicima na saboru u Ninu.
Iz izvora je poznato da je Butko imao sinove Petra (spominje se do 1411.) i Franka (spominje se do 1436.) te kći Mariju koja se udala za kneza Pavla I. Zrinskog.